# Бронепалубни крайцери тип „Гейзер“
Гейзер (на датски: Gejser) са серия бронепалубни крайцери на Кралските Датски ВМС от края на 19 век. Фактически представлява промеждутъчен клас между крайцер и канонерка. Всичко от серията са построени е единици: „Гейзер“ (на датски: KDM Gejser) и „Хеймдал“ (на датски: KDM Heimdal). За основа на проекта служи крайцерът „Хекла“. Основна разлика спрямо прототипа е състава на артилерията от главния калибър.

## Служба
|                       | Заложен    | Спуснат на вода   | Влиза в строй | Съдба                                              |
| --------------------- | ---------- | ----------------- | ------------- | -------------------------------------------------- |
| „Гейзер“ KDM Gejser   | няма данни | 5 юли 1892 г.     | 8 май 1893 г. | Изваден от състава на флота на 29 март 1928 г.     |
| „Хеймдал“ KDM Heimdal | няма данни | 30 август 1894 г. | 1895 г.       | Изваден от състава на флота на 22 октомври 1930 г. |

## Коментари
1. ↑  Често, по отношение на военноморските сили, се използва словосъчетанието на датски: Søværnet, което в превод от датски език означава „Морска отбрана“.
2. ↑  Префиксът „KDM“ е от на датски: Kongelige Danske Marine (Кораб на Кралския датски флот). Като международен префикс се използва и „HDMS“ от на английски: Her/His Danish Majesty's Ship (Кораб на Негово/Нейно Датско величество).